# Purpurstenfrö
Purpurstenfrö (Lithospermum erythrorhizon) är en strävbladig växtart som beskrevs av Philipp Franz von Siebold och Zuccarini. Lithospermum erythrorhizon ingår i släktet stenfrön, och familjen strävbladiga växter. Inga underarter finns listade i Catalogue of Life.

## Bildgalleri

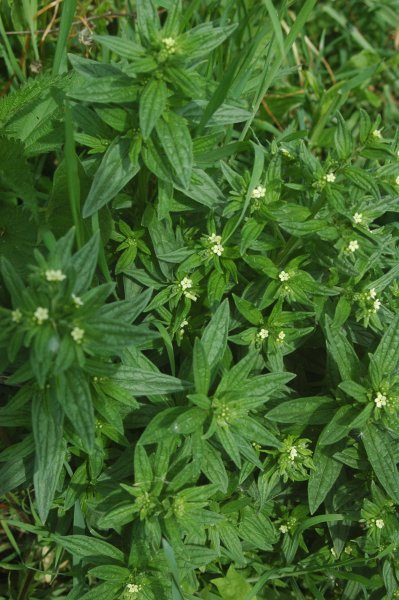